# HC Achilles Bocholt
Handbal Achilles Bocholt is een Belgische handbalvereniging uit Bocholt. De heren spelen in de hoogste afdeling van het Belgische handbal.

## Geschiedenis
Handbalclub Achilles Bocholt werd opgericht in de zomer van 1986 door een 15-tal jongeren. Na een jaar trainen werd in 1987 de eerste ploeg gevormd. Vanaf 1990 kwamen er de eerste jeugdploegen bij en in 1993 de damesploeg. Door 4 keer te promoveren in 6 jaar tijd speelde Bocholt in het seizoen 2004/05 voor de eerste maal in de eerste nationale. Na dit jaar degradeerden ze echter terug naar de tweede nationale.

### Heren
Na 2 seizoenen kon Bocholt kampioen spelen in eerste nationale waardoor het 2007/08 haar rentree maakte in Eredivisie. Dit jaar kwamen o.a. Bart Lenders en Ruud Hansen over van het naburige Sporting Neerpelt. Bart Lenders werd topschutter in Eredivisie en Bocholt eindigde als vijfde in de competitie. In 2008/09 verraste Bocholt vriend en vijand door eerste te eindigen in de reguliere competitie, Bart Lenders werd opnieuw topschutter en werd later ook verkozen tot handballer van het Jaar. In de halve finales kon Bocholt echter niet winnen tegen Initia Hasselt en bereikte het de finale niet. Bocholt won uiteindelijk wel de strijd om de derde plaats tegen KV Sasja HC Hoboken.
In het seizoen 2009/10 begon Bocholt heel sterk aan de competitie door te winnen van Initia Hasselt, Sporting Neerpelt-Lommel en United HC Tongeren. Op zaterdag 3 oktober 2009 speelde Bocholt zijn eerste officiële internationale wedstrijd in de Bene Liga tegen Bevo Panningen. Deze wedstrijd werd gewonnen met 31-24. De dag erna werd ook gewonnen tegen Nederlands kampioen FIQAS/Aalsmeer met 30-33.
In het seizoen 2019-2020 weet Achilles Bocholt zich te plaatsen voor de Final4 in de BENE-League door de eerste plek te bemachtigen in de reguliere competitie. Door de maatregelen die werden getroffen rondom de uitbraak van het coronavirus in Nederland en België kon er geen Final4 georganiseerd worden. In tegenstelling tot andere sportcompetities, werd de volledige BENE-Leaguecompetitie van 22 speelrondes als afgewerkt beschouwd. Hierdoor werd besloten om voor de BENE-League de eindstand van de reguliere competitie als definitieve eindstand aan te houden. Hierdoor werd Achilles Bocholt kampioen in de BENE-League.
Vooraf gaan van het handbalseizoen van 2020-2021 werd Sezoens, een speciaalbier van Brouwerij Martens hoofdsponsor van Achilles Bocholt. Hierdoor veranderde de club zijn naam naar Sezoens Achilles Bocholt en werd het groen-zwart wedstrijdtenue ook veranderd naar het blauw shirt en zwart broekje het wedstrijd tenue voor de komende seizoenen van Achilles Bocholt.

## Resultaten

### Heren
| 2 00 |

| 2 00 |

| ? |

| 2 00 |

| 1 00 |

| 4 00 |

| ? |

| 1 00 |

| ? |

| ? |

| ? |

| ? |

| 1 00 |

| 10 00 |

| ? |

| 1 00 |

| 5 00 |

| 3 00 |

| 2 00 |

| 4 00 |

| 3 00 |

| 2 00 |

| 2 00 |

| 4 00 |

| 1 00 |

| 1 00 |

| 1 00 |

| 1 00 |

| - |

| - |

| 2 00 |

| Eerste nationale | Tweede divisie | Derde nationale | Vierde nationale | Provincieklasse Limburg |

## Erelijst

### Heren
| Benelux                        |    |                                                                        |
| Kampioen Super Handball League | 1x | 2024/25                                                                |
| Kampioen BENE-League           | 5x | 2016/17, 2017/18, 2018/19, 2019/20, 2022/23                            |
| Kampioen Benelux Liga          | 1x | 2012/13                                                                |
| Nationaal                      |    |                                                                        |
| Landskampioenschap             | 5x | 2015/16, 2016/17, 2017/18, 2018/19, 2022/23                            |
| Bekerwinnaar                   | 8x | 2012/13, 2014/15, 2016/17, 2018/19, 2020/21, 2021/22, 2022/23, 2024/25 |
| Tweede nationale               | 1x | 2003/04                                                                |
| Eerste landelijke              | 1x | 1999/00                                                                |
| Tweede landelijke              | 1x | 1998/99                                                                |

### Dames
| Nationaal          |    |         |
| Landskampioenschap | 1x | 2018/19 |
| Eerste landelijke  | 1x | 2003/04 |

## Bekende (ex-)spelers
- Björn Alberts
- Rob Beaumont
- Tim Claessens
- Quinten Colman
- Jordi Cremers
- Jeroen De Beule
- Sofie Geutjens
- Yannick Glorieux
- Luke Habets
- Bartosz Kedziora
- Andreas Kittel
- Evert Kooijman
- Bart Lenders
- Clem Leroy
- Ruben Roelants
- Martijn Meijer
- Fleur Moors
- Maik Onink
- Edel Robyns
- Rutger Sanders
- Serge Spooren
- Roel Valkenborgh
- Léon van Schie
- Tom Wismans

## Selecties
5. Michiel Lamers ·
7. Wout Winters ·
8.  Evert Kooijman ·
9. Merlijn Wouters ·
10. Yannick Glorieux ·
11. Elias Koninkx ·
12. Stef Gijbels ·
14. Serge Spooren ·
15. Roel Valkenborgh ·
16.  Arjan Versteijnen ·
16. Clem Leroy ·
17. Joren Lamers ·
18. Thomas Driesen ·
20. Ruben Roelants ·
23. Lars Dewachtere ·
24.  Tim Claessens ·
25. Quinten Colman ·
28. Pieter Winters ·
30.  Sergio Rola ·
36. Tristan Tielen ·
40. Stef Jaeken ·
44. Lennert Ceyssens ·
46. Tiber Daubies ·
50. Jorn Ceyssens ·
Coach: Bart Lenders
· Assistent-coach: Frank Torfs
1.  Björn Alberts ·
4. Brecht Wertelaers ·
5. Michiel Lamers ·
7. Wout Winters ·
8.  Evert Kooijman ·
10.  Jordi Cremers ·
12. Stef Gijbels ·
13. Serge Spooren ·
15. Roel Valkenborgh ·
16. Clem Leroy ·
17. Joren Lamers ·
18. Thomas Driesen ·
20. Ruben Roelants ·
23. Lars Dewachtere ·
24. Damian Kedziora ·
25. Quinten Colman ·
28.  Martijn Meijer ·
Coach: Bart Lenders
· Assistent-coach: Frank Torfs
1.  Björn Alberts ·
4. Brecht Wertelaers ·
5. Michiel Lamers ·
7. Wout Winters ·
8.  Evert Kooijman ·
10.  Jordi Cremers ·
11. Elias Koninkx ·
12. Stef Gijbels ·
14. Serge Spooren ·
15. Roel Valkenborgh ·
16. Clem Leroy ·
17. Joren Lamers ·
18. Thomas Driesen ·
20. Ruben Roelants ·
24. Damian Kedziora ·
28.  Martijn Meijer ·
44. Bartosz Kedziora ·
Coach: Bart Lenders
1.  Björn Alberts ·
4. Brecht Wertelaers ·
5. Michiel Lamers ·
7. Wout Winters ·
8.  Evert Kooijman ·
10.  Jordi Cremers ·
11. Elias Koninkx ·
12. Stef Gijbels ·
14.  Andreas Kittel ·
15. Roel Valkenborgh ·
16. Clem Leroy ·
17. Joren Lamers ·
22. Serge Spooren ·
24. Damian Kedziora ·
34.  Miha Pucnik ·
44. Bartosz Kedziora ·
Coach: Bart Lenders
1.  Björn Alberts ·
3. Brecht Lamers ·
4. Brecht Wertelaers ·
5.  Zmavc Nejc ·
7. Wout Winters ·
10.  Jordi Cremers ·
11. Elias Koninkx ·
12. Stef Gijbels ·
14.  Andreas Kittel ·
15. Roel Valkenborgh ·
16. Clem Leroy ·
17. Joren Lamers ·
22. Serge Spooren ·
24. Damian Kedziora ·
34.  Miha Pucnik ·
44. Bartosz Kedziora ·
Coach: Bart Lenders
1.  Björn Alberts ·
2.  Martijn Meij ·
3. Brecht Lamers ·
4. Brecht Wertelaers ·
6. Bert Haex ·
7. Bart Lenders ·
10.  Jordi Cremers ·
11. Vladimir Tasevski ·
12. Stef Gijbels ·
13.  Léon van Schie ·
14.  Andreas Kittel ·
15. Roel Valkenborgh ·
16.  Ruud Hanssen ·
17. Joren Lamers ·
20. Marek Mrowiec ·
23. David Denert ·
24. Damian Kedziora ·
44. Bartosz Kedziora ·
99. Tom Gijbels ·
Coach:  Stan Backus
1.  Björn Alberts ·
2.  Martijn Meij ·
3. Brecht Lamers ·
4. Brecht Wertelaers ·
5. Joren Lamers ·
6. Bert Haex ·
7. Bart Lenders ·
8.  Rob Beaumont ·
10.  Jordi Cremers ·
11.  Luke Habets ·
12. Ruud Hanssen ·
14.  Andreas Kittel ·
15. Roel Valkenborgh ·
16. Stef Gijbels ·
20. Marek Mrowiec ·
24. Damian Kedziora ·
44. Bartosz Kedziora ·
Coach:  Pim Rietbroek